# Анна Каренина (спектакль Холиной)
«А́нна Каре́нина» — музыкальный пластический спектакль, поставленный Анжеликой Холиной по мотивам одноимённого романа Льва Толстого в Театре имени Е. Вахтангова. Сценическое действие в двух актах построено на синтезе хореографии и актёрского мастерства.
 Премьерные спектакли прошли 18 и 28 апреля 2012 года.

## История создания
Танцевальная версия спектакля по толстовскому роману первоначально появилась в исполнении литовской труппы Театра танца Анжелики Холиной в 2010 году, после чего Римас Туминас, художественный руководитель Театра имени Вахтангова, предложил Холиной адаптировать её для драматических артистов в Москве. Это была не первая работа Холиной с вахтанговцами, в 2008 году ею была поставлена хореографическая композиция по мотивам песен Марлен Дитрих «Берег женщин», костяк её исполнителей состоял из выпускников Щукинского училища 2008 года. Они же в большинстве стали участниками и нового спектакля. На ряд ролей Холина специально пригласила актёров старшего поколения: Инну Алабину, Евгения Князева:
…я вначале обрадовался, а потом испугался. Но придя на первую репетицию, всё-таки остался, поверил Анжелике и пошел за ней. И очень рад, что так получилось. Я имел возможность получить совершенно новый для себя опыт. Жест сильнее слова может выразить и чувства, и эмоции.— Евгений Князев, исполнитель роли Алексея Каренина
Я в своей работе всегда иду от актёра. Ищу в них то, что они могут, но о чём ещё и сами не знают. Я раскрываю их новые возможности для них самих.

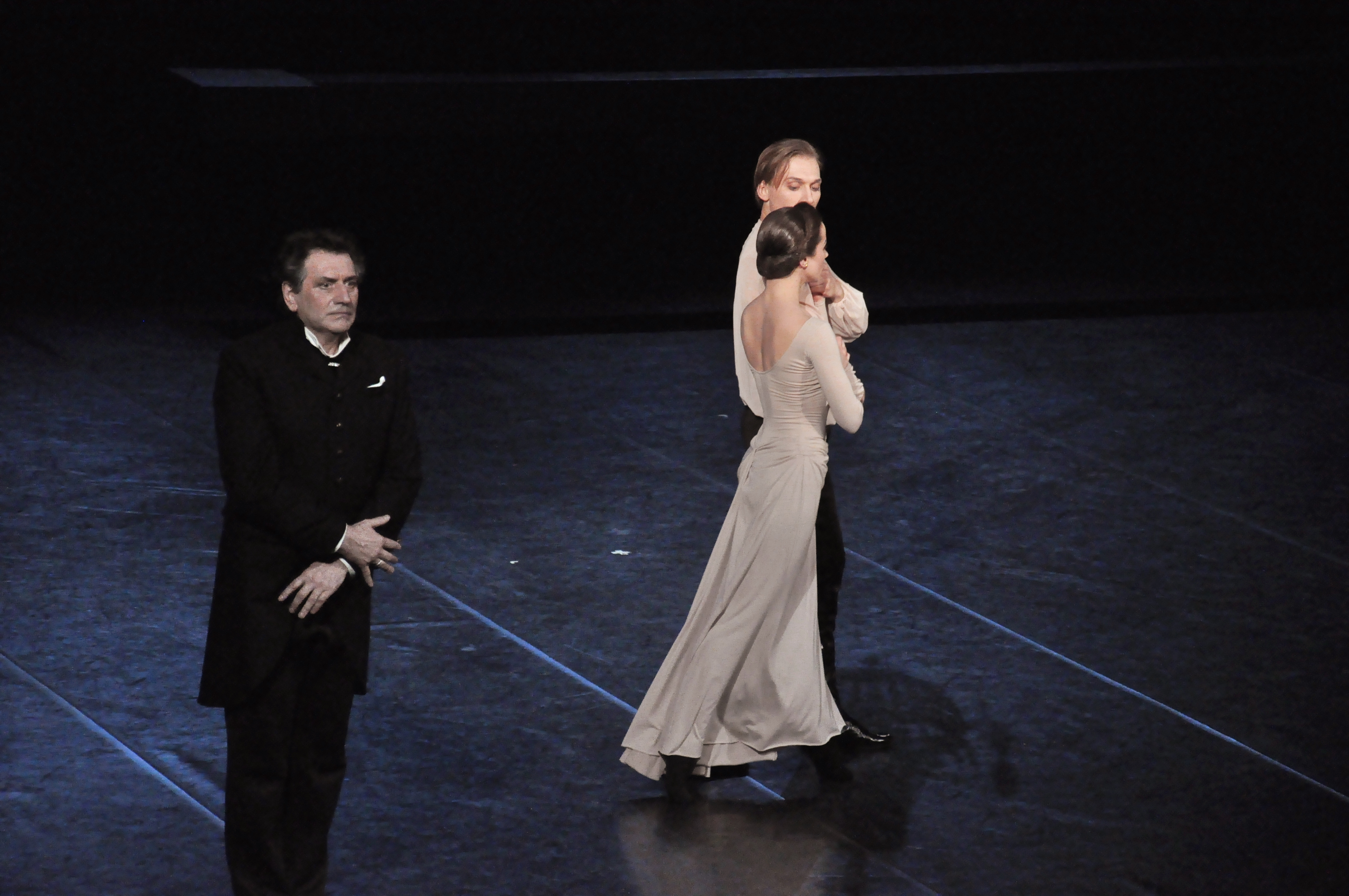
Каренин—Каренина—Вронский,
сцена из спектакля 18 апреля 2012

Главную роль исполнила молодая актриса Ольга Лерман, работавшая в театре первый сезон. До театрального училища она окончила хореографическое, где провела восемь лет, — это во многом помогло ей освоить хореографический текст, импровизировать и даже простоять на полупальцах.
 Танцы на балу, настоящие балетные поддержки и головокружительные прыжки выпали на долю исполнителя роли Вронского — Дмитрия Соломыкина.
Единственный живой голос в спектакле — настоящее оперное сопрано с ариеттой Татьяны из второй картины «Евгения Онегина», — когда душевные терзания героини оперы Чайковского неожиданно перекликаются с чувственым состоянием Анны, находящейся на краю гибели.
К репетициям приступили в феврале 2012 года, всего в постановке заняты 29 актёров. Московский спектакль был отрепетирован за 45 дней.

## Действующие лица и исполнители

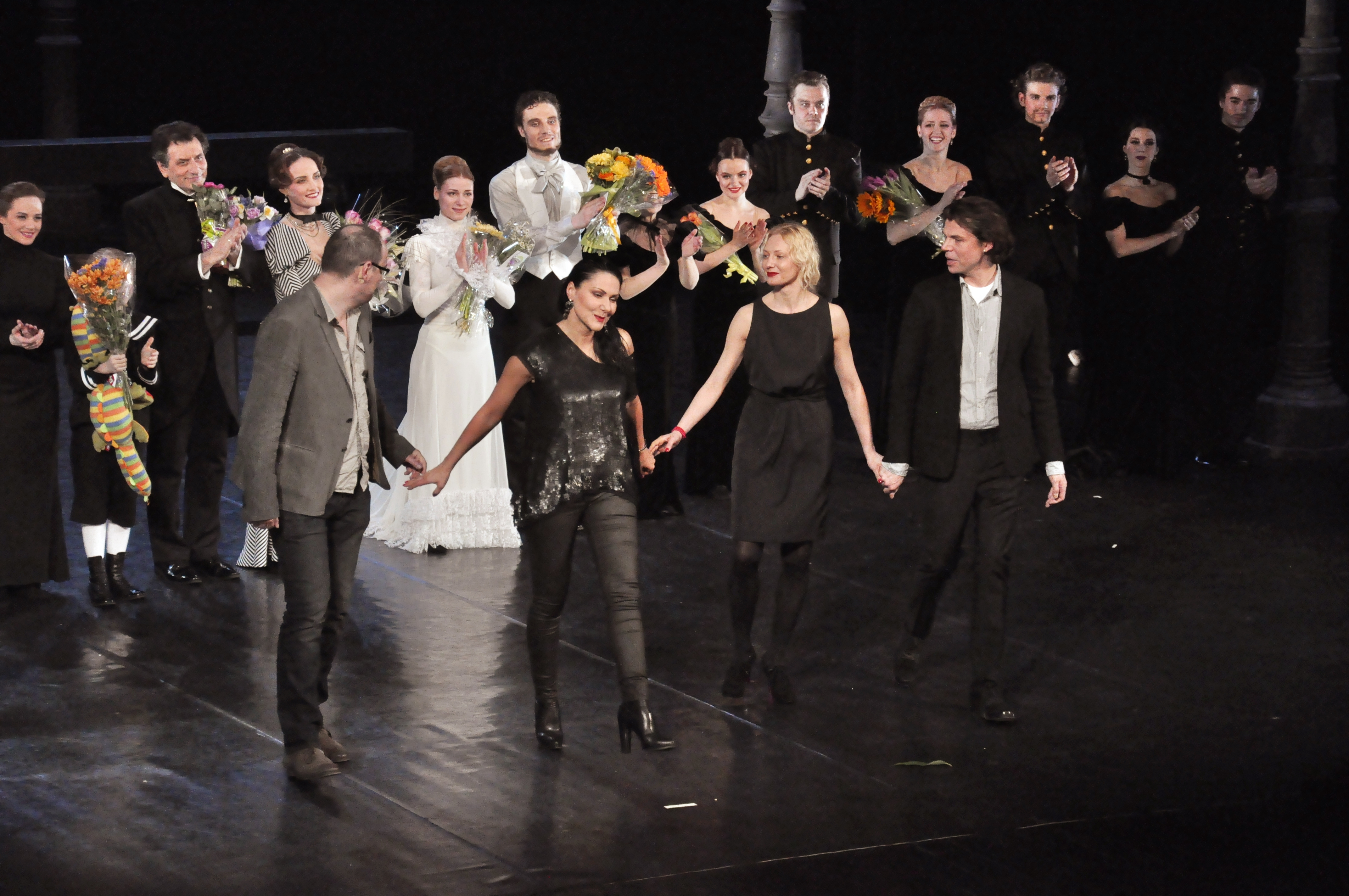
Финал спектакля, 18 апреля 2012

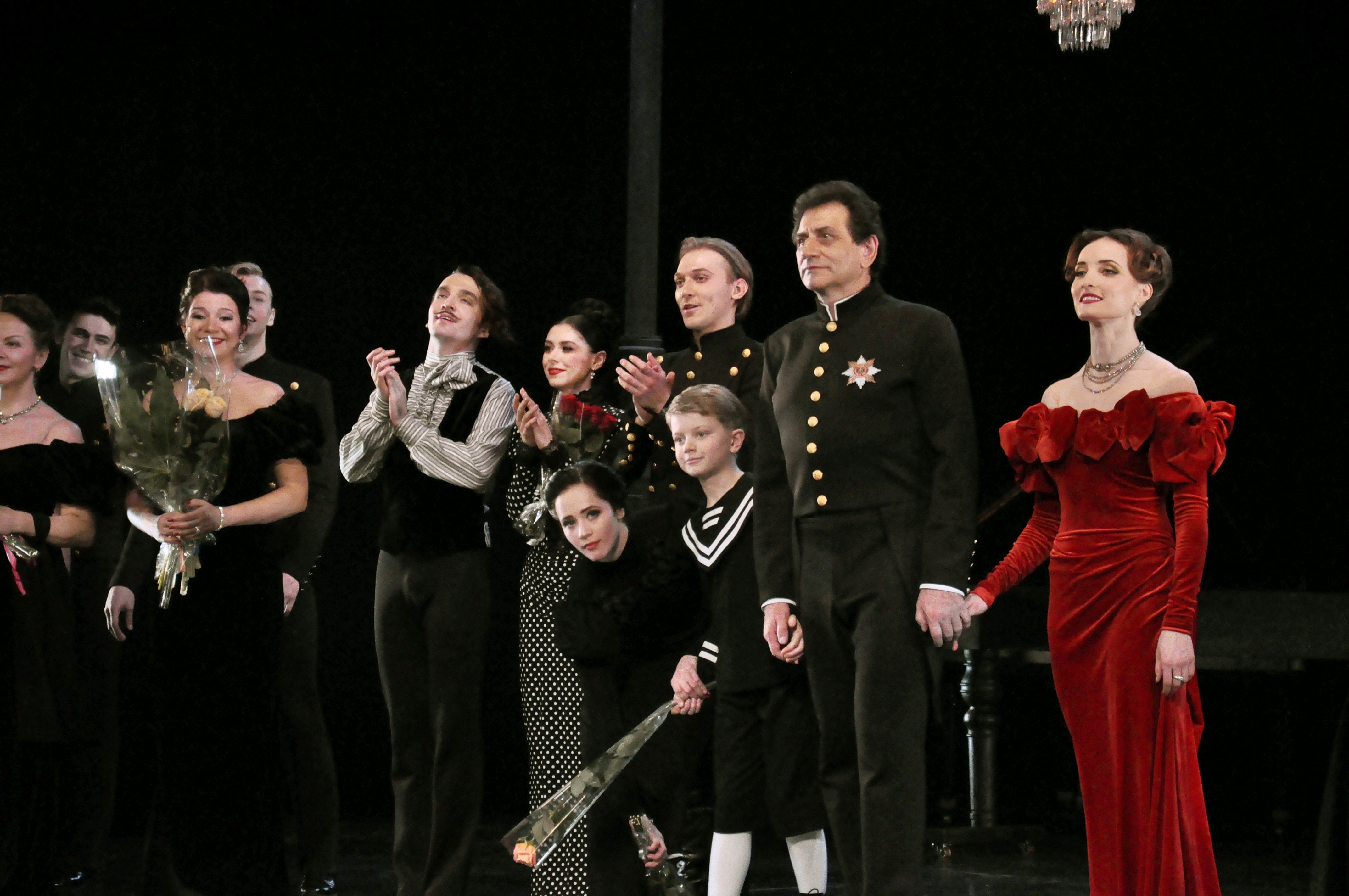
Финал спектакля, 14 декабря 2012

- Анна Аркадьевна Каренина — Ольга Лерман
- Алексей Александрович Каренин — Евгений Князев
- Граф Алексей Кириллович Вронский — Дмитрий Соломыкин, (Дмитрий Ендальцев)[комм. 4]
- Серёжа, сын Карениных — Миша Дергачёв, Алекс Риваль
- Князь Степан Аркадьевич Облонский (Стива) — Валерий Ушаков
- Дарья Облонская (Долли) — Мария Волкова, Мария Кулик
- Екатерина Щербацкая (Кити) — Екатерина Крамзина
- Константин Левин — Фёдор Воронцов, Виктор Добронравов
- Княгиня Елизавета Фёдоровна Тверская (Бетси) — Анастасия Васильева, Ксения Кубасова
- Князь Тверской — Артур Иванов, Денис Самойлов, Дмитрий Гудочкин
- Графиня Вронская — Вера Новикова
- Графиня Лидия Ивановна — Инна Алабина, Виктория Куль
- Княжна Сорокина — Аделина Гизатуллина, Анастасия Жданова
- Граф Тушкевич — Леонид Бичевин, Василий Цыганцов
- Певица в опере — Мария Пахарь, Анна Новикова, Светлана Криницкая

А также: дамы, кавалеры высшего общества, кадеты, наездники, гости, слуги — Марина Храмова, Лада Чуровская, Нино Кантария, Мария Костикова, Ольга Немогай, Наташа Калашник, Александра Платонова, Мария Риваль, Екатерина Симонова, Виктория Куль, Ася Домская, Анастасия Жданова, Олег Лопухов, Василий Симонов, Александр Солдаткин, Владимир Бельдиян, Эльдар Трамов, Павел Тэхэда Кардэнас, Павел Юдин.

## Основное действие. Сцены
Ожидающие на вокзале вглядываются вдаль, не идёт ли поезд. Чечётка ног обозначает его прибытие. Стива Облонский встречает свою сестру Анну, вместе с ней приезжает графиня Вронская, которую встречает сын — молодой офицер. Происходит мимолётное знакомство Анны и Алексея Вронского.
Негодующую Долли Облонскую успокаивают как могут домашняя прислуга, наконец появляются Стива с Анной. Оставшись наедине с Долли, Анна выслушивает её и ей удаётся добиться примирения с мужем.
Отказавшая Левину Кити Щербацкая танцует на балу с красавцем Вронским, он же не проявляет к ней большого внимания, а с появлением Карениной всецело переключается только на Анну. Вронский танцует с Карениной. Кити, по-настоящему влюблённая во Вронского, в отчаянии.
Вронский устремляется за уезжающей к мужу Анной. По прибытии она знакомит встречающего её Алексея Каренина с попутчиком, и супруги удаляются.
Салон княгини Бетси Тверской становится местом встреч Анны с Вронским. Их отношения более невозможно скрыть, в обществе о них идут пересуды, которые доходят и до Каренина. Последний получает очередную награду по службе.
Анна не сдерживает эмоций от падения Вронского во время скачек, это приводит к серьёзному объяснению между супругами.
Надолго покинув дом, Анна терзается невозможностью часто видеться с сыном Серёжей. Раз тайно навестив его, ей не удаётся пробыть с ним сколько-нибудь долго, появление Каренина обрывает встречу.
Кити благосклонно принимает новое предложение Левина, и после венчания играется их шумная свадьба по-деревенски.
Отношения Анны с Вронским, напротив, ухудшаются. Героине, отвергнутой высшим светом, под грузом переживаний начинает казаться, что мать Алексея мечтает женить сына на княжне Сорокиной. Анна появляется в опере, где встречает непонимание Алексея, там её ждёт новая порция унижений.
Ритмичный грохот стульев символизирует трагическую развязку.

## Создатели спектакля
Историю Анны Карениной я услышала в музыке Альфреда Шнитке. Мне иногда казалось, что композитор специально написал музыку для моего спектакля.
Большая удача, что я смогла из произведений одного композитора найти все сцены в музыке, которые нужны мне по сюжету.
- Хореограф и режиссёр-постановщик — Анжелика Холина
- Сценография — Мариус Яцовскис
- Художник по костюмам и гриму — Юозас Статкевичус[лит.]
- Художник по свету — Тадас Валейка
- Балетмейстеры-репетиторы — Виктория Куль, Живиле Байкштите
- Звукорежиссёры — Руслан Кнушевицкий, Андрей Рыбников

Музыкальная партитура составлена из разных произведений Альфреда Шнитке («Объяснение в любви», «Concerto grosso № 1», «Сюита в старинном стиле» и других, в том числе из кино), кроме того в спектакле звучат отрывки из музыки Петра Чайковского («Евгений Онегин»), Густава Малера. И в финале — заключительный куплет «Помилуй Господи / Pie Jesu» из «Dies irae» в аранжировке Эндрю Ллойда Уэббера.

## Гастрольные маршруты
В 2013 году в честь 185-летия со дня рождения Л. Н. Толстого музеем-усадьбой «Ясная Поляна» был организован показ спектакля в Тульском театре драмы.
 Несколько аншлаговых показов состоялось в октябре того же года в Куби́нском Национальном театре, зал которого рассчитан на 2,5 тысячи мест. Этим же спектаклем 25 октября 2013 года открылся 15-й Международный театральный фестиваль в Гаване.
В январе 2015 года — три выступления в крупнейшем зале «Бадминтон» в Афинах.
А также по стране и ближнему зарубежью: в Новосибирске, Омске, Смоленске, Улан-Удэ, Риге, Таллине, Воронеже, Красноярске, Владикавказе, Калининграде, Вильнюсе, Уфе, Екатеринбурге, Саратове, Владивостоке, Витебске, Ульяновске.

## Номинации и награды
- Номинант на Звезду Театрала (2012) в разделе «Лучший музыкальный спектакль»[32]
- Номинант на Золотую маску (2013) в разделе «Лучший спектакль в современном танце», кроме того номинации: «Лучшая работа хореографа», «Лучшая работа художника в музыкальном театре», «Лучшая женская роль» (Ольга Лерман)[33]
- Лауреат премии «Вильянуэва—2013» (Куба) за лучший иностранный спектакль года на Кубе[12]

## Пресса
Помимо основного треугольника Каренина—Вронский—Каренин, который обычно вычленяют в разных сценических версиях романа, в вахтанговской «Холина развернула многие линии романа, сопроводив их музыкой Малера, Шнитке, Чайковского и Форе»:

…поначалу мешает мысль, что танцуют драматические артисты, а значит, им надо сделать скидку. С другой стороны, ни о каком бонусе не может быть и речи, раз «продукт» вынесен на суд зрителей. Не знаю, как с точки зрения балетных критиков, но работают в современном танце молодые вахтанговцы поразительно. Скорость, отточенность движений и свобода существования в довольно сложном пластическом рисунке поражают. Особенно Анна — актриса Ольга Лерман.
— Марина Райкина, «МК» 2 мая 2012
Насмотренные балетные критики увидели в хореографии Холиной очень понятные, не раз использованные приёмы других хореографов: «Вся „светская чернь“ будто из балета Бориса Эйфмана сбежала», лебезящие чиновники вокруг Каренина будто из «Анюты» Владимира Васильева, а истерика Левина решена «с явными отсылками к русскому народному танцу».

Технически хореография не особенно разнообразна и сложна, что понятно: всё-таки работают драматические, а не балетные артисты, и хотя с точки зрения чисто физической подготовки актёры сотворяют чудеса (вахтанговская школа всегда славилась качеством сцендвижения), но ожидать от них балетных подвигов было бы странно (хотя в сцене скачек пролетающие над сценой парни, лично, без всяких лошадей, прыгающие через барьеры, производят сильное впечатление).
— Анна Гордеева, «Московские новости» 3 мая 2012
Многие отметили широкомасштабность постановки, отразившей все ключевые сцены романа: «Всё есть, всё придумано, танцы буквально отлетают от ног драматических артистов». В хореографии Роман Должанский углядел ещё и полемику, новый взгляд на популярное произведение:

Анжелика Холина отметает не только физиологизм, который давно уже узаконен по отношению к толстовским персонажам. В её спектакле совсем нет телесной страсти, есть только знаковые, поверхностные обозначения посетившего героиню Ольги Лерман чувства. <…> Вообще, в «Анне Карениной» всё очень «комильфо», это торжественный, чинный и вполне диетический спектакль, который можно без опаски прописывать даже младшим школьникам, — акценты сделаны на противостоянии героини с враждебным высшим обществом.
— Роман Должанский, «Коммерсантъ» 4 мая 2012

## Комментарии
1. ↑  Римас Туминас: «…„Каренина“ — это часть нового процесса в нашем театре, когда появляются и танцевальные спектакли, и вокальные, а также постановки с серьёзной музыкальной составляющей… Так и удивляем Москву!»[2].
2. ↑  Остальных танцующих участников спектакля учили двигаться практически с нуля. «Причём импровизировать они не могут, знают лишь чёткий рисунок роли и не более» — призналась хореограф[2].
3. ↑  Отрывок из арии Татьяны исполняется специально приглашёнными солистками оперы[8][9].
4. ↑  Д. Ендальцев заменял Д. Соломыкина во время травмы[13].